# العلاقات اليابانية المنغولية
العلاقات اليابانية المنغولية هي العلاقات الثنائية التي تجمع بين اليابان ومنغوليا.

## مقارنة بين البلدين
هذه مقارنة عامة ومرجعية للدولتين:
| وجه المقارنة                                              | اليابان         | منغوليا         |
| --------------------------------------------------------- | --------------- | --------------- |
| المساحة (كم2)                                             | 377.97 ألف      | 1.57 مليون      |
| عدد السكان (نسمة)                                         | 126.79 مليون    | 3.08 مليون      |
| الكثافة السكانية (ن./كم²)                                 | 335.45          | 1.96            |
| العاصمة                                                   | طوكيو           | أولان باتور     |
| اللغة الرسمية                                             | اللغة اليابانية | اللغة المنغولية |
| العملة                                                    | ين ياباني       | توغروغ منغولي   |
| الناتج المحلي الإجمالي (بليون دولار)                      | 4.87 تريليون    | 11.49 مليار     |
| الناتج المحلي الإجمالي (تعادل القوة الشرائية) بليون دولار | 5.18 تريليون    | 36.16 مليار     |
| الناتج المحلي الإجمالي الاسمي للفرد دولار أمريكي          | 34.52 ألف       | 3.97 ألف        |
| الناتج المحلي الإجمالي للفرد دولار أمريكي                 | 36.62 ألف       | 11.95 ألف       |
| مؤشر التنمية البشرية                                      | 0.903           | 0.727           |
| رمز المكالمات الدولي                                      | +81             | +976            |
| رمز الإنترنت                                              | .jp             | .mn             |
| المنطقة الزمنية                                           | توقيت اليابان   | ت ع م+08:00     |

## مدن متوأمة
في ما يلي قائمة باتفاقيات التوأمة بين مدن يابانية ومنغولية:
- ترتبط شيزوكا مع محافظة دورنوغوفي باتفاقية توأمة منذ 27 سبتمبر 2011.[13][14][13][14]
- ترتبط توتوري مع محافظة توف باتفاقية توأمة.

## منظمات دولية مشتركة
يشترك البلدان في عضوية مجموعة من المنظمات الدولية، منها:
| علم المنظمة | اسم المنظمة                               | تاريخ انضمام اليابان | تاريخ انضمام منغوليا |
| ----------- | ----------------------------------------- | -------------------- | -------------------- |
|             | يونسكو                                    | 2 يوليو 1951         | 1 نوفمبر 1962        |
|             | الفريق المعني برصد الأرض                  | ?                    | ?                    |
|             | مؤسسة التمويل الدولية                     | 20 يوليو 1956        | 14 فبراير 1991       |
|             | المركز الدولي لتسوية المنازعات الاستشارية | 16 سبتمبر 1967       | 14 يوليو 1991        |
|             | بنك التنمية الآسيوي                       | 1966                 | 1991                 |
|             | منظمة حظر الأسلحة الكيميائية              | ?                    | ?                    |
|             | مؤسسة التنمية الدولية                     | 27 ديسمبر 1960       | 14 فبراير 1991       |
|             | منظمة التجارة العالمية                    | ?                    | ?                    |
|             | وكالة ضمان الاستثمار متعدد الأطراف        | 12 أبريل 1988        | 21 يناير 1999        |
|             | الاتحاد البريدي العالمي                   | ?                    | ?                    |
|             | الاتحاد الدولي للاتصالات                  | 29 يناير 1879        | 27 أغسطس 1964        |
|             | منظمة الشرطة الجنائية الدولية             | ?                    | ?                    |
|             | الأمم المتحدة                             | 18 ديسمبر 1956       | 27 أكتوبر 1961       |
|             | البنك الدولي للإنشاء والتعمير             | 13 أغسطس 1952        | 14 فبراير 1991       |
|             | منتدى آسيان الإقليمي ‏                     | ?                    | ?                    |

## أعلام
هذه قائمة لبعض الشخصيات التي تربطها علاقات بالبلدين:
- أياكو فوتجيتاني (7 ديسمبر 1979 – )

## وصلات خارجية
- موقع وزارة الخارجية اليابانية
- موقع وزارة الخارجية المنغولية